# Heart-Shaped Box
〈Heart-Shaped Box〉는 미국의 록 밴드 너바나의 노래다. 밴드의 작곡가, 보컬리스트, 기타리스트 커트 코베인이 썼다. 그룹의 세 번째이자 마지막 정규 음반 《In Utero》에서 처음 싱글컷 된 곡이다. 원 프로듀서인 스티비 알비니와의 마찰에 따라 기용된 스콧 릿이 믹싱한 음반의 두 곡 중 한 곡이다. 너바나의 레이블인 DGC 레코드에서는 미국에서 판매용의 피지컬 싱글을 출시할 생각을 않는 동안 〈Heart-Shaped Box〉는 미국의 라디오 방송국에 많은 수량이 배급되었고, 빌보드 모던 록 트랙 차트 1위에까지 오르게 된다. 싱글은 국제적으로 출시되어 영국 싱글 차트에 5위에 오른다. 안톤 코르베인이 연출한 노래의 뮤직비디오는 평단의 찬사를 받았고 1994년 MTV 비디오 뮤직 어워드에서 최우수 얼터너티브 비디오를 비롯한 두 개의 상을 수여받았다.

## 기원 및 녹음
커트 코베인은 〈Heart-Shaped Box〉를 1992년 초에 썼다. 코베인은 이내 곡에 대해서 잊었다가 자신의 아내 코트니 러브와 할리우드 힐스에 있는 집으로 이사하면서부터 다시 작업하기 시작했다. 1994년 《롤링 스톤》과 가진 인터뷰에서 러브는 코베인이 곡의 리프를 벽장에서 작업하고 있는 것을 엿들었다고 말했다. 그의 말에 따르면 러브가 코베인에게 그 리프를 자신의 곡 중 하나에 써도 될 지를 묻자, 그는 "꺼져!(Fuck off!)"라고 답한 뒤 벽장문을 닫아버렸다. "그는 능글맞게 굴고 싶었던 것"이며 "한 번은 아래층에서도 들었다"고 그는 말했다. 이 둘은 일기를 공유했기 때문에 자기들끼리 가사를 썼을 수도 있다. 전기작가 찰스 R. 크로스는 러브가 가진 감상적인 작법이 코베인에게 영향을 줄 수 있었을 것으로 본다. 노래의 제목은 러브가 코베인에게 준 하트 모양 상자(heart-shaped box)에서 따왔다. 하지만, 코베인은 노래를 원래 〈Heart-Shaped Coffin〉으로 하려고 했다.
너바나는 곡의 완성에 있어 어려움을 겪었다. 코베인은 젬 세션을 가지는 도중 밴드 멤버와 상의해 곡을 완성시키려고 했다. 그의 말에 따르면, "그 연습하는 도중에, 저는 크리스와 데이브가 뭔가 떠올리기를 바라고 있었지만 매번 소음으로 표출되기 일쑤였죠." 그러다 어느 날 코베인이 곡을 완성시키게 되는 마지막 한 번의 시도를 했다. 코베인은 보컬 멜로디를 떠올리는 데 성공했고 밴드는 마침내 곡의 작곡을 마무리한다. 코베인은 자신들이 〈Heart-Shaped Box〉를 완성했을 때 "결국 좋은 곡이 되었음을 알았다."고 회상했다.
1993년 1월, 밴드는 〈Heart-Shaped Box〉의 데모를 브라질 리우디자네이루에서 크레이그 몽고메리와 함께한 세션에서 녹음했다. 이것은 노래의 첫 녹음이기도 하다. 《In Utero》 버전은 1993년 2월에 미시시피주 캐넌 폴스에서 스티비 알비니와 함께 녹음했다. 음반을 녹음하는 기간 동안 이 트랙은 스콧 릿이 믹싱했다. 코베인은 곡을 리믹스 하겠다는 밴드의 결정에 대해서 미안함을 가지지 않았으며 오리지널 믹스에 보컬과 베이스가 충분치 않다고 역설했다. 너바나의 베이시스트 크리스 노보셀릭 또한 오리지널 믹스가 마음에 들지 않았다. 1993년에 있던 《시카고 선타임스》 인터뷰에서 크리스는 원래 이펙트가 쓰인 기타 솔로의 사운드가 "바닥을 때리는 낙태 같았다(abortion hitting the floor)"고 말했다. 릿에 의해 곡이 리믹스 된 후에 코베인은 통기타와 보컬 하모니를 덧입힐 기회를 얻었다.

## 작곡 및 가사
저널리스트 길리언 가르는 〈Heart-Shaped Box〉가 "차분한 하향 리프가 절의 전반에서 연주되면서, 코러스의 우레같은 열정에서 우러나오는 강렬함을 구축하고 있는, 너바나의 공식을 보여주는 화신"이라고 묘사했다.
코베인은 노래를 암에 걸린 아동에 대한 다큐멘터리에서 영감을 얻었다고 말했다. 그는 전기작가 마리클 아제라드에게 "그것을 떠올릴 때면, 내가 생각할 수 있는 그 어느 것보다 나를 슬프게 한다."고 말했다. 아제라드는 저서 《컴 애스 유 어: 너바나 이야기》에서 상기 코베인의 설명에도 불구하고 노래가 사실은 코트니 러브에 대한 것이라고 주장했다. 커트 코베인의 전기 《천국보다 무거운》을 집필한 찰스 크로스는 가사에 있는 "네가 칠흑으로 물들 때 네 암을 먹고 싶어"가 "팝 역사상 그 어느 작곡보다 가장 완곡하게 돌려 '너를 사랑해'를 부르는 것"이라고 썼다. 2012년 라나 델 레이가 곡을 공연한 뒤 러브는 트위터에 곡이 자신의 질에 대한 것이라고 써올렸다. 코베인은 "이봐, 기다려, 불평할 게 더 있어"라는 절에 대해 자신이 매체로부터 어떻게 인식되었는 가를 보여주는 예시라고 말했다.

## 발표
1993년 9월의 초에 미국에서 DGC 레코드는 〈Heart-Shaped Box〉를 칼리지, 모던 록, 앨범 오리엔티드 록 방송국으로 배급했다. 자국에서 노래를 싱글로 만들어 출시하겠다는 계획은 세워 놓지 않았다. 당시 게펜 레코드의 마케딩 총괄자는 《빌보드》에 레이블이 톱 40 라디오를 그리 주시하지 않고 있으며, "너바나는 단 하나의 히트 싱글로 5백만 장 상당의 음반을 판 것이 아닙니다. 이들은 그들이었기에 많은 음반을 팔 수 있었어요."라고 통고했다. 노래는 《빌보드》 모던 록 트랙 차트에서 7위에 진입했고, 기어코 정상까지 올랐다. 또한 메인스트림 록 트랙 차트에서 4위까지 올랐다. 싱글은 영국에서 출시되어 영국 싱글 차트에서 5위까지 올랐다. 1993년 8월, B면에 〈Marigold〉를 담아 출시된 7인치 비닐 및 카세트 형식과 《In Utero》의 트랙 〈Milk It〉을 추가한 12인치 비닐 및 CD 에디션이 출시되었다. 1999년에 《케랑!》 지가 투표로 선정한 "역대 가장 위대한 록 트랙 100선!"에서 10위를 차지했다.

## 뮤직비디오
너바나는 처음에 케빈 커슬레이크가 연출하기를 원했다. 그는 밴드의 싱글인 〈Come as You Are〉, 〈Lithium〉, 〈In Bloom〉, 〈Sliver〉를 감독한 바 있었고 〈Heart-Shaped Box〉를 연출하기로 예정되어 있었지만, 1993년 7월과 8월에 걸쳐 자신이 받을 다섯 번의 치료를 준비하고 있었음에도 촬영 예비를 전혀 해놓지 않고 있었기에, 그달 말이 되어 그룹은 독일의 사진가이자 영상 연출가 안톤 코르베인에게 작업을 맡기기로 했다. 코르베인은 영상에 대해 특정 아이디어를 구상해 놓았는데, 코베인이 자신의 계획을 너무나 세부적으로 늘어놓았고 때문에 이를 연출해낼 수 있을 지 고민되었다. 코르베인은 "하지만 그것을 제대로 훑어 보았더니 사실 꽤 멋진 아이디어였어요. 저는 곡을 쓰는, 그리고 그처럼 아이디어를 조밀하게 구상하는 사람에 대해 무척이나 놀라워 했습니다."라고 말했다.
영상은 밴드가 병원으로 설정된 곳에서 링거에 연결되어 약물해 의존해 사는 노인을 응시하고 있는 모습을 시작과 끝에 배치했다. 영상의 대부분은 영화 《오즈의 마법사》에서 가져온 환상을 조합한 비현실적 외부 세계로 설정된 곳을 무대로 취한다. 노래의 첫 구절에서는 병원에 있던 예의 노인이 까마귀가 득실대는 십자가 위로 올라선다. 두 번째 절에서는 하얀 로브와 앞챙이 달린 모자를 착용한 소녀가 나무 위에 걸린 인간 태아를 집으려고 손을 뻗으며 인간 장기가 그려진 수트를 착용한 과체중의 여성은 등에 천사 날개를 부착하고 활보한다. 영상의 최종 편집에서 밴드는, 공연을 보여주며 코러스 구간에서만 야외로 설정된 곳에서 공연을 하며, 한편 코베인은 카메라의 초점에서 얼굴을 앞뒤로 움직인다. 영상의 대부분은 코베인이 고안한 것이지만, 코르베인은 의도적으로 인위된 까마귀 때와 노인이 십자가를 오르기 위해 사용하는 사다리 그리고 마지막 코러스에서 밴드가 내부에서 공연하는, 하트가 위에 부착된 박스를 추가했다. 코르베인은 마지막 절에서 대체된 장면을 편집한 다른 컷도 제작했으며 어린 소녀와 과체중 여성 그리고 안개에 둘러싸인 코베인이 양귀비 들판에 등을 대고 누워 있는 씬을 더 넣었다. 이 버전은 DVD 《앤톤 코르베인 감독의 작품》에 수록되어 있다.
영상의 발표 뒤, 케빈 커슬레이크는 저작권 침해로 너바나를 고소했다. 이 사건은 법원까지 가서 해결되었다. 〈Heart-Shaped Box〉의 뮤직비디오는 1993년 11월 20일 《빌보드 매거진》이 집계한 바로 미국 MTV에서 가장 많이 방영된 뮤직비디오다. 뮤직비디오는 1994년 MTV 비디오 뮤직 어워드에서 최우수 얼터너티브 비디오와 최우수 아트 디렉션 부문의 두 개의 상을 수상했다. 1994년 4월의 커트 코베인의 죽음으로 이 상들은 코베인의 전 밴드메이트인 노보셀릭과 그롤 그리고 투어에서 협연한 팻 스미스에게 인계되었다. 〈Heart-Shaped Box〉는 1993년 《빌리지 보이스》의 패즈 앤 좁에서 실시하는 평론가 대상 여론조사의 뮤직비디오 부문에서 정상에 올랐다. 2011년, 《NME》는 뮤직비디오를 "가장 위대한 뮤직비디오 100편"에서 22위에 올렸다. 같은 해에는 《타임》 지에서 "역대 가장 위대한 뮤직비디오 30편"을 선정해 10위에 올렸다. 이 잡지사는 곡을 "아름다우면서 [...] 흉측하다"고 묘사했다.
2016년 2월, 너바나의 드러머 데이브 그롤이 뮤직비디오에서 소녀로 분한 배우 켈시 로르와 23년이 지난 뒤 다시 만났다. 그는 뮤직비디오를 찍을 당시에는 6세였다. 로르는 "오늘은 6살 때의 합격한, 하지만 가장 못된 꼬마이던 그 순간을 떠올리게 한다. 오늘은 완전 멋진 날이었다. 아님 데이브랑 오늘 마주쳐서 그가 한 말처럼 '역사적인 순간!'일지도. 전설 그 자체야!"

## 곡 목록
특별한 기재 사항이 없는 한 모든 곡은 커트 코베인 작곡이다.
| CD 싱글 및 12인치 비닐 1. 〈Heart-Shaped Box〉 – 4:39 2. 〈Milk It〉 – 3:52 3. 〈Marigold〉 (데이브 그롤) – 2:33 카세트 및 7인치 비닐 1. 〈Heart-Shaped Box〉 2. 〈Marigold〉 | 미국 12인치 비닐 홍보 싱글 1. 〈Heart-Shaped Box〉 2. 〈Gallons Of Rubbing Alcohol Flow Through The Strip〉 2013년 20주년 기념 홍보 CD 싱글 (《In Utero》의 20주년 기념 슈퍼 디럭스 에디션 2,000장과 함께 출시) 1. 〈Heart-Shaped Box〉 (Original 1993 album version, mixed by Scott Litt) 2. 〈Heart-Shaped Box〉 (Previously unreleased 1993 Steve Albini mix) 3. 〈Heart-Shaped Box〉 (Previously unreleased 2013 Steve Albini mix) |  |

## 차트 성적
| 차트 (1993)                    | 최고 순위 |
| ------------------------------ | --------- |
| 오스트레일리아 (ARIA)          | 21        |
| 벨기에 (울트라탑 50 플랑드르)  | 31        |
| 캐나다 탑 싱글 (RPM)           | 17        |
| 유러피언 핫 100 싱글 (빌보드)  | 16        |
| 핀란드 (더 오피셜 피니쉬 차트) | 9         |
| 프랑스 (SNEP)                  | 37        |
| 아일랜드 (IRMA)                | 6         |
| 네덜란드 (네덜란드스 탑 40)    | 32        |
| 네덜란드 (싱글 톱 100)         | 36        |
| 뉴질랜드 (레코드 뮤직 NZ)      | 9         |
| 폴란드 (LP3)                   | 13        |
| 스웨덴 (스베리예토프리스탄)    | 16        |
| 영국 싱글 (오피셜 차트 컴퍼니) | 5         |
| 미국 얼터너티브 송 (빌보드)    | 1         |
| 미국 메인스트림 록 (빌보드)    | 4         |

## 참여 인원
- 커트 코베인: 보컬, 기타
- 크리스 노보셀릭: 베이스
- 데이브 그롤: 드럼, 백 보컬

## 참고 문헌
- Azerrad, Michael (2013) [1st ed. 1993]. 《Come as You Are. The Story of Nirvana》. New York: Random House. 2013. ISBN 0-3078-3373-9. 2014년 6월 20일에 원본 문서에서 보존된 문서. 2017년 6월 5일에 확인함.
- Cross, Charles R. (2012) [1st ed. 2001]. 《Heavier Than Heaven. A Biography of Kurt Cobain》. New York: Hachette. ISBN 1-444-71712-X.
- Gaar, Gillian G. (2006). 《Nirvana's In Utero》. New York: Continuum. ISBN 0-8264-1776-0.